# Helena Gromnicka
Helena Gromnicka pseud. Jadwiga Dygatówna, Helena Dygatówna (ur. 26 stycznia 1896 we Lwowie, zm. 23 marca 1962 w Londynie) – polska aktorka teatralna i filmowa.

## Życiorys
Debiutowała w 1915 roku na deskach Teatru im. Juliusza Słowackiego w Krakowie jako Jadwiga Dygatówna. Grała tam do końca sezonu 1915/1916, również pod nazwiskiem Helena Dygatówna. W kolejnych latach występowała w Kielcach (1916) oraz Lublinie (1917). Następnie zamieszkała w Warszawie, gdzie była aktorką teatrów: Polskiego (1917-1918, 1922-1924), Rozmaitości (1918-1919, 1921-1922), Reduta (1919-1921), Małego (1922-1924), Komedia (1924), im. Bogusławskiego (1925-1926) oraz w Teatrach Miejskich, głównie na scenie Teatru Narodowego (1926-1932).
W 1932 roku wyjechała wraz z mężem, Stanisławem Dygatem na placówkę konsularną do Triestu. Podczas II wojny światowej przebywała we Francji, gdzie przeszła nieudaną operację gardła, wskutek której straciła głos. Nie wróciła już na scenę, a po zakończeniu wojny pozostała na emigracji w Wielkiej Brytanii. 

### Rodzina
Była córką aktorki Stefanii Gromnickiej z pierwszego małżeństwa. W dniu 29 kwietnia 1929 roku poślubiła Stanisława Dygata - kapitana administracji Wojska Polskiego i dyplomatę. Z tego związku urodziła się m.in. aktorka Krystyna Dygat-Kiersnowska.

## Filmografia
- Córka pani X (1920) - Ina, córka Lory
- Za winy brata (1921) - Lena
- Od kobiety do kobiety (1923)
- Przeznaczenie (1928) - Janina Mirska, matka Zbyszka